# 茶経

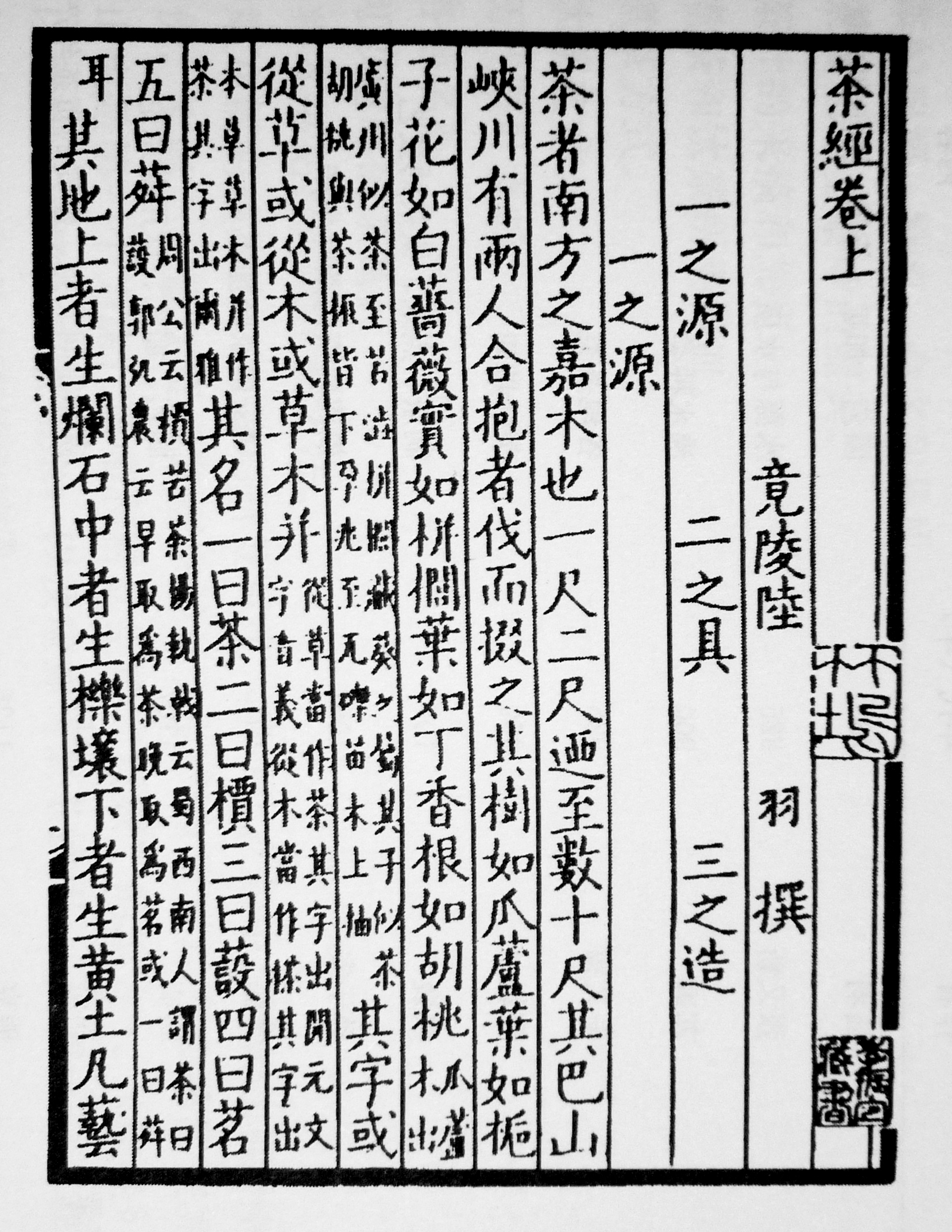
茶経

『茶経』（ちゃきょう、拼音: chájīng、旧字体：茶經）は、中国唐代（8世紀頃）の、陸羽によって著された書物である。当時の茶に関する知識を網羅している。10章3巻。

## 概要
茶を主題にした最古の書物であり、760年頃に撰述された。ここで取扱っている茶は、団茶であり、現代日本で飲用されている煎茶や抹茶ではない。その内容には、単なる喫茶法を超え、茶道に至る精神性を垣間見ることができる。

## 内容
茶経は次に挙げる10章で構成されている。
上巻
- 一之源・・・茶樹についての説明
- 二之具・・・製茶器具の列挙・説明
- 三之造・・・製茶する際の注意事項

中巻
- 四之器・・・飲茶器具の列挙・説明

下巻
- 五之煮・・・茶をたてる際の注意事項
- 六之飲・・・茶の飲み方など
- 七之事・・・茶の史料の列挙
- 八之出・・・茶の産地
- 九之略・・・省略してよい器具
- 十之図・・・（茶経の本文を書き出したものを茶の席に掛けておくように勧めている）

## テキスト
- 『百川学海』所収本
- 『説郛』所収本

など。

### 関連文献
- 『陸羽「茶経」の研究』 熊倉功夫・程啓坤編、「世界茶文化学術研究叢書I」宮帯出版社、2012年、ISBN 978-4-86366-861-4
- 『初期の和漢茶書』高橋忠彦・神津朝夫編、「茶書古典集成1」淡交社、2019年、ISBN 978-4-473-04331-3
- 『明代二大茶書　張源『茶録』・許次糸予【ショ】『茶疏』全訳注』岩間眞知子訳注、講談社学術文庫、2023年